# Kalvarienbergkirche zum Gekreuzigten Heiland (Kemnath)

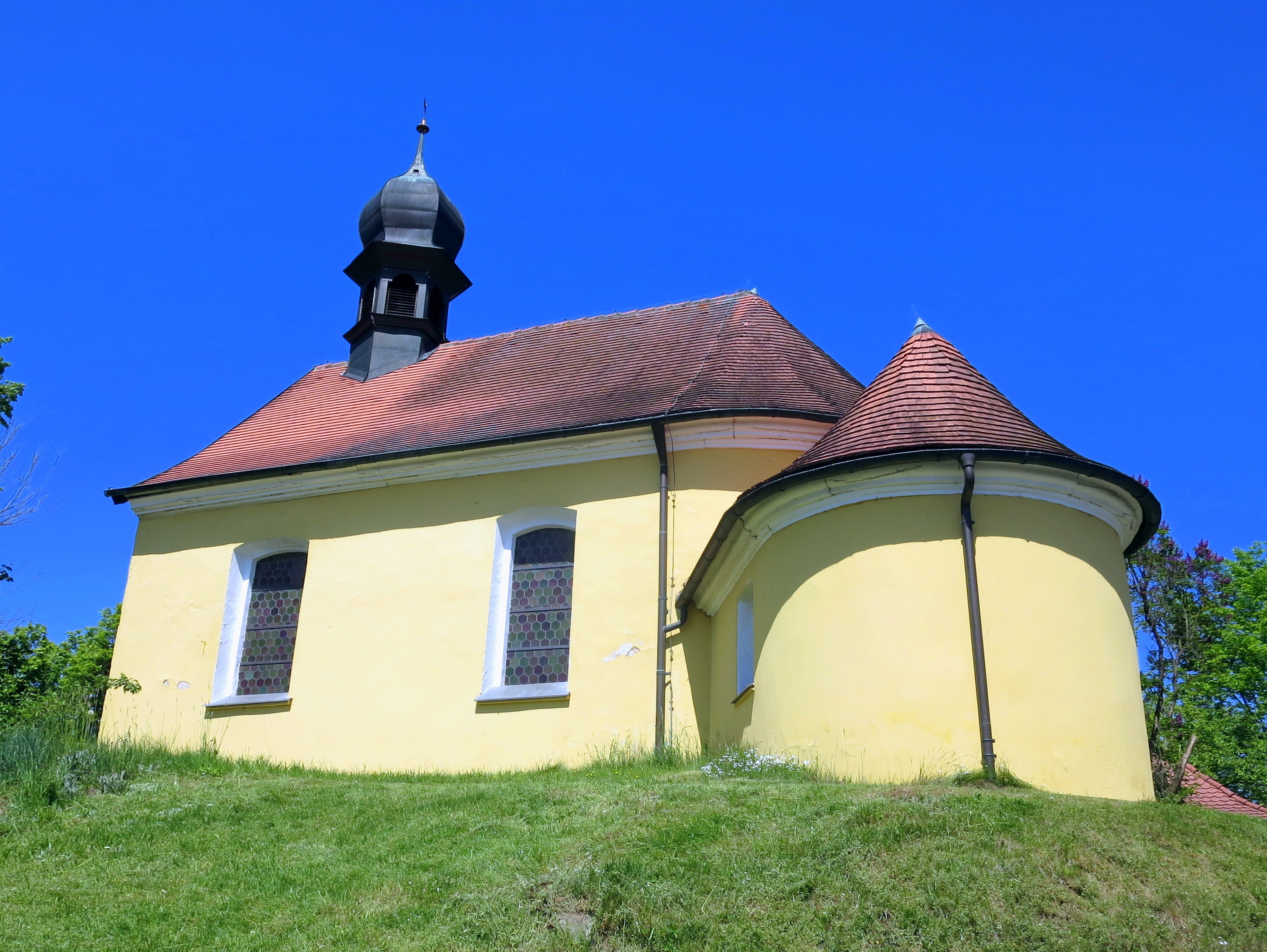

Die denkmalgeschützte römisch-katholische Kalvarienbergkirche zum Gekreuzigten Heiland befindet sich südlich des Stadtweihers von Kemnath im Landkreis Tirschenreuth in Bayern.

## Geschichte
Die Kirche wurde 1735 von Georg Adam Krauß, Riemermeister und Ratsherr von Linz, gestiftet. Dieser war in Kemnath als Sohn des Riemenschneiders Martin Krauß geboren worden und hat der Stadt am 9. Dezember 1735 500 fl zur Erbauung einer Kapelle mit einem Kreuzaltar überwiesen. Der Rat der Stadt fragte um die bischöfliche Genehmigung an und beauftragte Handwerker mit der Ermittlung eines Bauplatzes, der Ausarbeitung eines Bauplanes und eines Kostenvoranschlages. Der Stadtmüller Primian Kutzer schenkte dazu auf seinem Bühlacker einen Bauplatz, der Plan wurde von Mathes Weber erstellt. Im November 1738 wurde die Kirche fertiggestellt. Der Stadtpfarrer Orban hat die Einweihung der Kirche erst vollzogen, nachdem sich die Bürger Franz Michael Mayer und Georg Krauß bereit erklärt hatten, für den Erhalt der Kirche jährlich 5 fl zu entrichten.
Der Altar mit der Kreuzigung Christi wurde von dem Bildhauer Felix Dorsch und dem Schreiner Christoph Geißel angefertigt. Am 30. Dezember 1741 wurde der Stadtmüller Andrä Primian Kutzer mit der Obsorg yber den Calvari Berg beauftragt. Am 6. Mai 1746 dotierte Johann Eberhard Krauß, Advokat zu Amberg und Neffe des Stifters, der Kalvarienbergkirche ein Kapital von 740 fl, von dessen jährlichen Erträgen von 37 fl (= 5 %) eine Wochenmesse bezahlt werden sollte.
Im Zuge der Säkularisation wurde die Kirche ihres Schmuckes beraubt und geschlossen. Nach Bittschriften der Bürger, die schon seit 1822 (Jahreszahl über dem Portal) darangingen, die Kirche wieder instand zu setzen, fand mit Genehmigung der Regierung im Jahr 1830 die feierliche Wiedereröffnung des Gotteshauses statt.

## Baulichkeit
Die Kirche ist eine Saalkirche. Der gelb verputzte Massivbau besitzt ein Satteldach und einen halbrunden Chorschluss. Auf dem Kirchlein befindet sich ein Dachreiter mit einer Zwiebelhaube und einer südöstlich angebauten Sakristei. 1822 wurden die Fenster und das Portal erneuert.
Die letzte Dach- und Außenrenovierung erfolgte im Jahr 1977.